# 小田啓二
小田 啓二（おだ けいじ、1925年12月14日 - 2006年9月9日）は日本の実業家。熊本市出身。兼松株式会社元代表取締役社長。

## 人物・略歴
- 東亜同文書院大学（第43期生）に入学するものの、終戦を迎え同校は中国政府により接収され廃校となる。
- 愛知大学法経学部経済科（第2期生）に転入し、1949年3月に卒業。
- 1949年4月　総合商社である兼松江商株式会社（現、兼松株式会社）に入社。以来、兼松一筋に商社マンとしての道を歩んだ。
- 1988年6月　代表取締役社長に就任。
- 1994年6月　代表取締役会長。
- 1998年6月　名誉顧問。
- 2006年9月9日 心不全のため死去[1]。

## 受章
- 1991年4月　藍綬褒章受章。
- 1996年10月 オーストリア共和国有功大栄誉銀賞受章。

## テレビ出演
- トップインタビュー　兼松社長　小田啓二　（NHK-BS1、1994年3月27日）

## 母校との関わり
- 1996年6月、愛知大学理事、評議員、第14代同窓会長（4期8年）に就任。この間、大学の経営改革への提言、同窓会組織の改革、大学・同窓会の東京事務所開設など母校の発展のために尽力している。